# Balaschiwka (Berdjansk)
Der ukrainische Ort Balaschiwka (ukrainisch Балашівка) im Rajon Tschernihiwka in der Oblast Saporischschja geht auf das russlandmennonitische Dorf Gnadenheim zurück.

## Gnadenheim
Der Ort wurde 1821 am Südufer des Begim-Tschokrak von 16 flämischen Mennonitenfamilien gegründet, weitere Familien trafen bis 1846 ein. 1825 wurde ein Schulgebäude errichtet. 1869 gab es hier 24 Vollwirtschaften, vier Halbwirtschaften und 29 Kleinwirtschaften. Es gab eine Ziegelei, zwei Windmühlen und einen Fertigwarenverkauf. Eine Kirche der Mennonitenbrüder wurde 1910 gebaut. Beim Rückzug der deutschen Truppen 1943 wurde das Dorf durch Feuer zerstört.